# Aleksandr Budycho
Aleksandr Jefimowicz Budycho (ros. Александр Ефимович Будыхо; ur. 31 lipca?/12 sierpnia 1893 w Wieliżu, zm. 19 kwietnia 1950 w Moskwie) – generał major Armii Czerwonej, a następnie członek kierownictwa kolaboracyjnej Rosyjskiej Narodowej Partii Reformistów, oficer Rosyjskiej Armii Wyzwoleńczej (ROA) przy sztabie niemieckiej 16 Armii podczas II wojny światowej.

## Życiorys
Ukończył 4-klasową szkołę państwową. Brał udział w I wojnie światowej. W 1916 ukończył szkołę wojskową dla młodszych oficerów, po czym w stopniu porucznika został dowódcą kompanii.
18 kwietnia 1918 wstąpił do armii bolszewickiej. Uczestniczył w wojnie domowej z białymi. Objął funkcję szefa sztabu jednej z dywizji walczących na Dalekim Wschodzie z wojskami admirała Aleksandra Kołczaka. Od 1919 walczył na froncie zachodnim jako dowódca batalionu, a następnie pułku przeciw wojskom gen. Antona Denikina i Polakom. W 1921 objął dowództwo dywizji strzeleckiej działającej na Ukrainie. W 1922 przeszedł kursy dowódcze w Piotrogradzie, zaś w 1930 – wyższe kursy dowódcze "Wystrieł". Został szefem sztabu i dowódcą pułku, zaś w 1938 – zastępcą dowódcy 38 Dywizji Strzeleckiej. 4 listopada 1939 awansował do stopnia kombriga. 4 stycznia 1940 objął dowództwo 171 Dywizji Strzeleckiej na Ukrainie. Po wprowadzeniu stopni generalskich 4 czerwca tego roku otrzymał stopień generała majora.
22 października 1941 w rejonie Biełgorodu dostał się do niewoli niemieckiej. Przebywał w obozach jenieckich w Połtawie, Włodzimierzu Wołyńskim i od kwietnia 1942 w Hammelburgu w Bawarii. Tam podjął kolaborację z Niemcami. Wstąpił do Rosyjskiej Robotniczej Partii Ludowej, wchodząc w skład jej kierownictwa i zostając szefem oddziału wywiadowczego. Od kwietnia 1943 w stopniu generała majora ROA był oficerem Rosyjskiej Armii Wyzwoleńczej przy sztabie niemieckiej 16 Armii walczącej pod Leningradem. Zajmował się werbunkiem byłych żołnierzy Armii Czerwonej do Wehrmachtu.
Po zabiciu niemieckich oficerów i dezercji żołnierzy z dwóch Ostbatalionów w połowie października 1943, obawiając się powrotu do obozu jenieckiego, zbiegł do partyzantów. Pod koniec listopada tego roku został przekazany funkcjonariuszom radzieckiego Smierszu, którzy przetransportowali go do Moskwy. Po zakończeniu wojny po procesie został 19 kwietnia 1950 skazany za zdradę na karę śmierci przez rozstrzelanie, wykonaną jeszcze tego samego dnia.
W opinii Prokuratury Wojskowej Federacji Rosyjskiej został osądzony prawidłowo i nie podlega rehabilitacji.